# Alejandra Lorenzo
Alejandra Lorenzo (Madrid, 14 de octubre de 1998) es una actriz y modelo española conocida por su participación de Leonor Gómez Sanabria en la serie Amar en tiempos revueltos (2007-2012) y Flora Barbosa en la telenovela Acacias 38 (2017-2019).

## Biografía
Alejandra Lorenzo nació el 14 de octubre de 1998 en Madrid, España, desde pequeña ha cultivado la pasión por la actuación, y tiene una hermana llamada Sofía y un hermano llamado Javier. Cuando era pequeña, sus padres la inscribieron en una agencia de actuación.

## Carrera
Alejandra Lorenzo hizo su primera aparición en la pantalla chica en 2006 cuando interpretó el papel de Vicky en Películas para no dormir: La culpa dirigida por Narciso Ibáñez Serrador. Más tarde, en el mismo año también protagonizó Shaken.
En 2007 interpretó el papel de Vero en la película Pudor dirigida por David Ulloa y Tristán Ulloa. Ese mismo año interpretó el papel de Rocío en la serie Génesis: En la mente del asesino. Al año siguiente, en 2008, interpretó el papel de Ana en El Encargado dirigida por Sergio Barrejón.
De 2007 a 2012 interpretó el papel de Leonor Gómez Sanabria en la telenovela Amar en tiempos revueltos.
En 2008 protagonizó la película Intrusos en Manasés dirigida por Juan Carlos Claver. En el mismo año interpretó el papel de Flaca en la película Carlitos y el campo de los sueños dirigida por Jesús del Cerro. También en 2008 interpretó el papel de Alba en la película Fuera de carta dirigida por Nacho G. Velilla.
En 2008 y 2009 interpretó el papel de Moni en la serie Cosas de la vida. En 2009 interpretó el papel de Adela en la película Tú eliges dirigida por Antonia San Juan. En el mismo año protagonizó la película No-Do dirigida por Elio Quiroga. En 2014 interpretó el papel de Alejandra en #Stop dirigida por Sergio Barrejón.
En 2016 interpretó el papel de Asunción Montenegro en la serie El Caso: Crónica de sucesos.
Su mayor éxito viene de 2017 a 2019, donde interpretó el papel de Flora Barbosa en la telenovela Acacias 38.

## Filmografía

### Cine
| Año  | Título                             | Personaje | Director                    |
| ---- | ---------------------------------- | --------- | --------------------------- |
| 2006 | Películas para no dormir: La culpa | Vicky     | Narciso Ibáñez Serrador     |
| 2007 | Pudor                              | Vero      | David Ulloa y Tristán Ulloa |
| 2008 | Intrusos en Manasés                |           | Juan Carlos Claver          |
| 2008 | Carlitos y el campo de los sueños  | Flaca     | Jesús del Cerro             |
| 2008 | Fuera de carta                     | Alba      | Nacho G. Velilla            |
| 2009 | Tú eliges                          | Adela     | Antonia San Juan            |
| 2009 | No-Do                              |           | Elio Quiroga                |

### Televisión
| Año       | Título                           | Personaje             | Notas         |
| --------- | -------------------------------- | --------------------- | ------------- |
| 2007      | Génesis: En la mente del asesino | Rocío                 | serie TV      |
| 2007-2012 | Amar en tiempos revueltos        | Leonor Gómez Sanabria | serie TV      |
| 2008-2009 | Cosas de la vida                 | Moni                  | serie TV      |
| 2016      | El Caso: Crónica de sucesos      | Asunción Montenegro   | serie TV      |
| 2017-2019 | Acacias 38                       | Flora Barbosa         | 274 episodios |

### Cortometraje
| Año  | Título       | Personaje | Director        |
| ---- | ------------ | --------- | --------------- |
| 2006 | Shaken       |           |                 |
| 2008 | El Encargado | Ana       | Sergio Barrejón |
| 2014 | #Stop        | Alejandra | Sergio Barrejón |